# 刘氏家祠 (滕州市)
刘氏家祠，位于山东省枣庄市滕州市大坞镇大刘庄村，是中华人民共和国山东省文物保护单位之一。
2006年12月7日，授予山东省文物保护单位，是一座古建筑。